# Hermitesk matris
En hermitesk matris är en matris som är lika med sitt hermiteska konjugat. För matriser med endast reella element är symmetrisk matris och hermitesk matris samma sak. 
Namnet kommer av den franske 1800-talsmatematikern Charles Hermite.

## Definition
En matris A har egenskapen hermitesk om och endast om AH = A, där AH är den matris som fås genom att beräkna As hermiteska konjugat. Det är detsamma som att transponera matrisen och sedan ersätta alla element med sina komplexa konjugat. För varje element i en hermitesk matris gäller:
{\displaystyle a_{ij}={\overline {a_{ji}}}}
Notera att eftersom diagonalelementen är lika med sina komplexa konjugat är dessa alltid reella.
Hermiteska matriser kan karaktäriseras på olika sätt, följande villkor är var för sig ekvivalenta med att A är en n × n hermitesk matris:
- xHAx är reell för alla x i Cn.
- A är en normal matris och alla A:s egenvärden är reella.
- THAT är hermitesk för alla komplexa n × n-matriser T.
- Det existerar en unitär matris U och en reell diagonalmatris D så att A = UDUH.

## Exempel
{\displaystyle A={\begin{pmatrix}3&i&1-i\\-i&5&2+i\\1+i&2-i&1\end{pmatrix}}}
{\displaystyle A} är hermitesk, ty:
{\displaystyle A^{H}={\begin{pmatrix}3&i&1-i\\-i&5&2+i\\1+i&2-i&1\end{pmatrix}}=A}

## Reella egenvärden
En hermitesk matris har endast reella egenvärden.

### Bevis
Låt A vara en hermitesk matris med icke-trivial egenvektor x och tillhörande egenvärde {\displaystyle \lambda }, alltså {\displaystyle Ax=\lambda x}.
Då A är hermitesk, dvs {\displaystyle A^{H}=A}, får vi:
{\displaystyle \lambda \|x\|^{2}=\lambda x^{H}x=x^{H}(\lambda x)=x^{H}Ax=x^{H}A^{H}x=(Ax)^{H}x=(\lambda x)^{H}x=\lambda ^{H}x^{H}x=\lambda ^{H}\|x\|^{2}={\bar {\lambda }}\|x\|^{2}\Rightarrow }
{\displaystyle (\lambda -{\bar {\lambda }}}){\displaystyle \|x\|^{2}=0}
{\displaystyle x\neq 0\Rightarrow \|x\|^{2}\neq 0\Rightarrow \lambda -{\bar {\lambda }}=0\Rightarrow }
{\displaystyle \lambda ={\bar {\lambda }}}
det vill säga att {\displaystyle \lambda } är reellt.